# Sonic the Hedgehog 4: Episode II
Sonic the Hedgehog 4: Episode II (яп. ソニック・ザ・ヘッジホッグ4 エピソードII Соникку дза Хэдзихоггу Фо: Эписо:до Цу, рус. Ёж Соник 4: Эпизод II, также просто Sonic 4: Episode II) — видеоигра в жанре платформер серии Sonic the Hedgehog, выпущенная компанией Sega в мае 2012 года для приставок PlayStation 3, Xbox 360, Ouya и SHIELD Portable, и операционных систем Windows, iOS и Android. Разработкой эпизода совместно занимались студии Sonic Team и Dimps.
Эпизод является продолжением Sonic the Hedgehog 4: Episode I Действие игры происходит в мире Соника. По сюжету доктор Эггман строит на Маленькой планете свою базу и объединяется с Метал Соником. Чтобы противостоять двум злодеям, Соник призывает на помощь своего друга лисёнка Тейлза. Вместе со своим напарником главный герой собирается нарушить планы врагов. Сам игровой процесс Sonic the Hedgehog 4: Episode II похож на старые игры, выходившие на Mega Drive/Genesis. В эпизоде присутствуют три персонажа: в основной игре — Соник и Тейлз, а в дополнении Episode Metal — Метал Соник.
Разработка второго эпизода началась в конце 2010 года. В создании игры принимали участие разработчики первого эпизода. После выхода сиквел получил противоречивые отзывы от игровой прессы. Критики хвалили проект за графику и дизайн уровней, но главным недостатком посчитали взаимодействие Соника с Тейлзом. Разработчики планировали выпустить Episode III, но его разработка была в конечном итоге отменена.

## Игровой процесс

Соник и Тейлз на уровне «White Park». Критики называли взаимодействие двух персонажей главным недостатком второго эпизода Sonic the Hedgehog 4

Sonic the Hedgehog 4: Episode II является двухмерным платформером. Действие игры происходит после событий Sonic the Hedgehog CD. По сюжету доктор Эггман вновь приблизил Маленькую планету (англ. Little Planet) к миру Соника, где учёный строит свою базу. К злодею присоединяется робот Метал Соник. Чтобы противостоять врагам, Соник призывает на помощь своего друга лисёнка Тейлза. Вместе со своим напарником главный герой намеревается разрушить планы злодеев и восстановить порядок на планете.
Игровой процесс выполнен в стиле первых частей серии, выходивших на консоль Mega Drive/Genesis. Главному герою предстоит пройти пять игровых зон («Sylvania Castle», «Sky Fortress», «Oil Desert», «White Park» и «Death Egg mk.II»), разделённых на три акта и финальный уровень с боссом. Помимо этого, для игроков, имеющих первый и второй эпизоды на одной платформе, доступен Episode Metal, включающий в себя четыре переделанные локации из Episode I («Splash Hill», «Casino Street», «Lost Labyrinth», «Mad Gear»). По пути Соник уничтожает врагов-роботов, называемых бадниками (англ. Badnik), и собирает золотые кольца для получения дополнительных жизней или для доступа на специальный этап. Также на зонах разбросаны красные кольца, которые необходимо собирать для полного прохождения игры и получения специального трофея или достижения, и бонусы, хранящиеся в специальных мониторах — например, дополнительная жизнь или временная неуязвимость. Прохождение каждого акта ограничено десятью минутами; в зависимости от затраченного на прохождение времени в конце акта игроку присуждаются бонусные очки. В случае смерти Соника прохождение игры начинается заново, либо с контрольной точки. Дойдя до конца первых трёх актов зоны, игрок должен отметить их завершение, коснувшись таблички с изображением доктора Эггмана; в четвёртом акте игрок сражается с боссом в лице самого Эггмана, однако в «White Park», «Sky Fortress» и «Death Egg mk.ll» соперником главного героя становится ещё и Метал Соник.
Игрок берёт на себя роль персонажа ежа Соника. С помощью приёма spin dash главный герой может, предварительно разогнавшись на месте, перекатываться в виде клубка с высокой скоростью, что также используется для атаки противников, а с homing attack — атаковать ближайшего противника в прыжке с самонаведением. Кроме того, ёж также может взаимодействовать с персонажем, управляемым компьютером — двухвостым лисёнком Тейлзом. Основными способностями лиса являются возможность летать — благодаря тому, что имеет два хвоста и вращает ими, как пропеллерами, и плавать под водой. Вместе Соник и Тейлз могут преодолевать различные препятствия, например, перелететь высокую стену, или выполнить комбо-приём. В однопользовательском режиме лисёнок для игрока недоступен, но можно поиграть за него в локальном и онлайн-мультиплеере. В Episode Metal главным героем выступает робот Метал Соник, игровой процесс которого ничем не отличается от игры за Соника. Кроме этого, во второй части доступен режим «Time Attack», в котором предлагается прохождение уровней за минимальное время.
Когда Соник заканчивает первый или второй акт зоны минимум с 50 кольцами и попадает в большое кольцо, которое обычно висит в воздухе над финишной чертой, он переходит в один из семи специальных уровней — «Special Stage». Как и в Sonic the Hedgehog 2, особый этап в Sonic the Hedgehog 4: Episode II представлен в виде разноцветной длинной трубы. Игрок должен собрать требуемое количество колец и избегать препятствий, при столкновении с которыми игровой персонаж теряет набранные кольца. В случае удачного прохождения игрок получает Изумруд Хаоса и дополнительные очки за собранные кольца. Собрав все семь камней, Соник получает возможность превратиться в Супер Соника: персонаж окрашивается в золотой цвет, становится неуязвимым к любым повреждениям, атакует врагов простым касанием, а также гораздо быстрее бегает и прыгает. Супер Соник может погибнуть только от падения в пропасть или утонув, а пребывание персонажа в этой форме ограничено числом имеющихся у него колец, которое ежесекундно уменьшается.

## Разработка и выход игры
| Системные требования    | Системные требования                                        | Системные требования                                                |
| ----------------------- | ----------------------------------------------------------- | ------------------------------------------------------------------- |
|                         | Минимальные                                                 | Рекомендуемые                                                       |
| Windows                 |                                                             |                                                                     |
| ОС                      | Windows XP/Vista/7                                          | Windows 7                                                           |
| ЦПУ                     | Pentium 4 (3.2 ГГц), Athlon 64 3000+, аналогичный или лучше | Intel Core 2 Duo 2.4 ГГц, Athlon 64 X2 4200+, аналогичный или лучше |
| Объём ОЗУ               | 1 ГБ для Windows XP/7, 2 ГБ для Windows Vista               | 2 ГБ                                                                |
| Место на диске          | 6 ГБ                                                        | 6 ГБ                                                                |
| Информационный носитель | цифровая дистрибуция (Steam)                                | цифровая дистрибуция (Steam)                                        |
| Видеокарта              | NVIDIA GeForce 8600 или ATI Radeon HD 3650                  | NVIDIA GeForce 8800 или ATI Radeon HD 3850                          |
| Звуковая плата          | аудиокарта, совместимая с DirectX                           | аудиокарта, совместимая с DirectX                                   |

Обложка музыкального альбома Sonic the Hedgehog 4 Episode I & II Original Soundtrack

Игра Sonic the Hedgehog 4: Episode II разрабатывалась одновременно с Sonic Generations, и работа по её созданию началась в конце 2010 года. Созданием эпизода вновь занялись студии Sonic Team и Dimps. Руководителем проекта стал программист Макото Судзуки, продюсером — глава Sonic Team Такаси Иидзука, а композитор Дзюн Сэноуэ написал ряд мелодий для данного эпизода. Игра создавалась в первую очередь для таких платформ как Xbox 360, PlayStation 3, iOS, Windows Phone 7, Android и Windows. В отличие от первой части, Episode II не вышел на Wii; по словам бренд-менеджера Кена Балоу, причиной релиза Episode I на данной платформе он назвал привлечение к Sonic the Hedgehog 4 как можно большей аудитории.
Разработчики старались учесть все жалобы и пожелания игроков. Например, во втором эпизоде вернулся лисёнок Тейлз, с которым Сонику на уровнях приходится часто взаимодействовать. В дополнение к основной игре команда также создала Episode Metal, полностью посвящённый андроиду Метал Сонику. Для проекта было создано пять игровых зон, причём одна из них — «Death Egg», основана на одноимённом уровне из Sonic the Hedgehog 2. Специально для эпизода программисты создали новую анимацию персонажей и переработали физический движок первого эпизода. Было также решено добавить в четвёртую часть режим мультиплеера.
В марте 2011 года разработка всех проектов компании Sega, в том числе и Sonic the Hedgehog 4: Episode II, была временно приостановлена в связи со стихийным бедствием в Японии. В августе того же года продюсер игры Такаси Иидзука заявил, что вторая часть выйдет не раньше 2012 года. Несмотря на то, что первый эпизод вышел в 2010 году, а анонс второго состоялся лишь в самом конце 2011 года, разработка игры практически не задерживалась — это являлось частью задуманного графика. Поскольку в 2011 году Сонику исполнялось 20 лет, было решено сфокусировать внимание на «юбилейной» игре Sonic Generations, не отвлекаясь на что-нибудь другое. Из-за этого планировалось объявить об Episode II как можно раньше в 2012 году. К тому моменту, когда Sonic Generations была выпущена, разработка эпизода подходила к концу.
21 декабря 2011 года на официальном форуме Sonic the Hedgehog 4 Кен Балоу выложил стихотворение-загадку, содержащий намёк о новой информации, связанной с Episode II. В стихотворении упоминался британский корабль HMS Warrior, спущенный на воду 29 декабря 1860 года. Посетители форума высказали предположение, что анонс второго эпизода произойдёт 29 декабря. Как и было обещано, 29 декабря 2011 года на сайте GameSpot было выложено интервью с Кеном и показан первый тизер-трейлер игры. 9 января 2012 года был опубликован официальный логотип Sonic the Hedgehog 4: Episode II. На нём были изображены Соник и Тейлз в точно таких же позах, в каких они были представлены на меню игры Sonic the Hedgehog 2. После анонса Sega проводила кампанию под названием «Пятница концепт-арта», аналогичную той, что проводилась для первого эпизода. Каждую пятницу в блоге Sega и на официальной странице Sonic the Hedgehog на Facebook выкладывались два концепт-арта из будущей игры. Кампания была завершена 16 марта 2012 года.
Игра демонстрировалась на выставке Penny Arcade Expo в Бостоне, США. Также Sega объявила о программе поощрения фанатов под названием «True Blue Initiative», ранее уже проводившуюся для Episode I. Согласно программе имена людей, купивших две или больше версий игры для разных платформ, и приславших Sega скриншоты или фотографии виртуальных чеков, подтверждающих о покупке, позже были включены в специальный видеоролик. Те, кто приобрёл четыре версии, также получили мини-плакат с автографами команды Sega of America. После выхода игры, через сервис Xbox Live игрокам из Северной Америки предоставлялась возможность сыграть в Sonic the Hedgehog 4: Episode II с сотрудниками американского филиала Sega. В качестве рекламы эпизода у подножия моста Бэй-Бридж (Сан-Франциско — Окленд) в Сан-Франциско был установлен огромный щит с изображением Sonic the Hedgehog 4: Episode II. Это стало первым разом со времён Dreamcast, когда Sega использовала рекламные щиты в качестве продвижения своей продукции.
Sonic the Hedgehog 4: Episode II вышла в мае 2012 года. Незадолго до релиза, в результате ошибки, пользователи, сделавшие предзаказ проекта в сервисе Steam, получали возможность скачать бета-версию под названием Beta 8. Несмотря на то, что в течение нескольких часов ошибка была исправлена, некоторые пользователи всё же успели приобрести прототип. В ней были доступны все уровни. Поскольку получившие бета-версию сделали это законно, без воровства или взлома, сообществом Sega было решено не удалять сообщения с информацией о Beta 8 и не накладывать бан на тех, кто разместил их. Утечка также не повлияла на объявленную дату выхода Episode II. Примечательно, что бета-версия первого эпизода игры в своё время тоже утекла в Интернет за несколько месяцев до релиза.

### Музыка
Музыка для Sonic the Hedgehog 4: Episode II была написана Дзюном Сэноуэ, также работавшим над саундтреком Episode I. Оригинальный саундтрек игры, состоящий из 30 композиций, был выпущен лейблом Wave Master 4 июля 2012 года в iTunes Store под названием Sonic the Hedgehog 4: Episode II Original Soundtrack (яп. ソニック・ザ・ヘッジホッグ4 エピソードII オリジナルサウンドトラック Соникку дза Хэдзихоггу Фо: Эписо:до Цу Оридзинару Саундоторакку). 1 августа 2012 года на территории Японии состоялся выход компакт-диска Sonic the Hedgehog 4 Episode I & II Original Soundtrack (яп. ソニック・ザ・ヘッジホッグ 4 エピソード I&II オリジナルサウンドトラック Соникку дза Хэдзихоггу Фо: Эписо:до Ван то Цу Оридзинару Саундоторакку) с музыкой первого и второго эпизодов. Помимо основных саундтреков, трек «Boss: Metal Sonic» был включён в альбом 2016 года Sonic the Hedgehog 25th Anniversary Selection, выпуск которого был приурочен к 25-летию серии Sonic the Hedgehog.
| №                   | Название                                          | Музыка                          | Длительность |
| ------------------- | ------------------------------------------------- | ------------------------------- | ------------ |
| 1.                  | «Title Screen»                                    | Дзюн Сэноуэ                     | 0:17         |
| 2.                  | «Cut Scene: A New Frontier»                       | Дзюн Сэноуэ                     | 0:30         |
| 3.                  | «Sylvania Castle Zone Act 1»                      | Дзюн Сэноуэ                     | 2:51         |
| 4.                  | «Sylvania Castle Zone Act 2»                      | Дзюн Сэноуэ                     | 3:01         |
| 5.                  | «Sylvania Castle Zone Act 3»                      | Дзюн Сэноуэ                     | 1:42         |
| 6.                  | «Boss: Dr. Eggman»                                | Дзюн Сэноуэ                     | 1:05         |
| 7.                  | «White Park Zone Act 1»                           | Дзюн Сэноуэ                     | 2:28         |
| 8.                  | «White Park Zone Act 2»                           | Дзюн Сэноуэ                     | 2:36         |
| 9.                  | «White Park Zone Act 3»                           | Дзюн Сэноуэ                     | 1:31         |
| 10.                 | «Boss: Metal Sonic»                               | Дзюн Сэноуэ                     | 1:50         |
| 11.                 | «Oil Desert Zone Act 1»                           | Дзюн Сэноуэ                     | 2:09         |
| 12.                 | «Oil Desert Zone Act 2»                           | Дзюн Сэноуэ                     | 2:31         |
| 13.                 | «Oil Desert Zone Act 3»                           | Дзюн Сэноуэ                     | 2:22         |
| 14.                 | «Cut Scene: The Tornado Takes Off!»               | Дзюн Сэноуэ                     | 0:45         |
| 15.                 | «Sky Fortress Zone Act 1»                         | Дзюн Сэноуэ                     | 1:50         |
| 16.                 | «Sky Fortress Zone Act 2»                         | Дзюн Сэноуэ                     | 3:16         |
| 17.                 | «Sky Fortress Zone Act 3»                         | Дзюн Сэноуэ                     | 3:30         |
| 18.                 | «Cut Scene: Introduction of Death Egg mk.II»      | Дзюн Сэноуэ                     | 1:01         |
| 19.                 | «Death Egg mk.II Zone Act 1»                      | Дзюн Сэноуэ                     | 2:12         |
| 20.                 | «A Duel with Metal Sonic — Stardust Speedway RMX» | Наофуми Хатая                   | 3:36         |
| 21.                 | «Death Egg mk.II Zone Act 2»                      | Дзюн Сэноуэ                     | 2:58         |
| 22.                 | «Cut Scene: Finale»                               | Дзюн Сэноуэ                     | 0:27         |
| 23.                 | «End Roll Medley»                                 | Дзюн Сэноуэ                     | 3:06         |
| 24.                 | «Special Stage»                                   | Дзюн Сэноуэ                     | 2:54         |
| 25.                 | «Cut Scene: Reboot»                               | Спенсер Нильсен, Масафуми Огата | 1:07         |
| 26.                 | «Cut Scene: Metal Sonic Returns!»                 | Дзюн Сэноуэ                     | 0:38         |
| 27.                 | «Cut Scene: The Altar’s Hidden Treasure»          | Дзюн Сэноуэ                     | 0:36         |
| 28.                 | «Cut Scene: In Pursuit of Sonic…»                 | Дзюн Сэноуэ                     | 0:33         |
| 29.                 | «World Map»                                       | Дзюн Сэноуэ                     | 1:04         |
| 30.                 | «Act Clear»                                       | Дзюн Сэноуэ                     | 0:06         |
| Общая длительность: | Общая длительность:                               | Общая длительность:             | 54:32        |

## Оценки и мнения
| Сводный рейтинг       | Сводный рейтинг                                      |
| Агрегатор             | Оценка                                               |
| --------------------- | ---------------------------------------------------- |
| GameRankings          | 63,33 % (PS3) 61,32 % (X360) 52 % (PC) 73,57 % (iOS) |
| Metacritic            | 63/100 (PS3) 61/100 (X360) 54/100 (PC) 66/100 (iOS)  |
| MobyRank              | 68/100 (PC) 64/100 (X360)                            |
| Иноязычные издания    |                                                      |
| Издание               | Оценка                                               |
| 1UP.com               | B+                                                   |
| Destructoid           | 5/10                                                 |
| EGM                   | 6,5/10                                               |
| Eurogamer             | 6/10                                                 |
| Game Informer         | 5/10                                                 |
| GameRevolution        | 2,5/5                                                |
| GameSpot              | 6/10                                                 |
| GamesRadar+           | 5/10                                                 |
| GameTrailers          | 5,5/10                                               |
| GameZone              | 7,5/10                                               |
| IGN                   | 6,5/10                                               |
| Joystiq               | [ 14 ]                                               |
| OXM                   | 7,5/10 8/10 (UK)                                     |
| VideoGamer            | 5/10                                                 |
| Русскоязычные издания |                                                      |
| Издание               | Оценка                                               |
| Absolute Games        | 60 %                                                 |

Sonic the Hedgehog 4: Episode II получила противоречивые отзывы от критиков. Средняя оценка, полученная от сайта Metacritic, составляет 66 балла для iOS, 63 и 61 балла для PlayStation 3 и Xbox 360, и 54 балла для Windows. Сходная статистика опубликована и на сайте GameRankings — 73,57 % для iOS, 63,33 % для PlayStation 3, 61,32 % для Xbox 360, и 52 % для Windows. Несмотря на средние оценки, проекту сопутствовал коммерческий успех, но, по данным сайта Gamasutra, второй эпизод выступил хуже первой части. В мае 2012 года Sonic the Hedgehog 4: Episode II заняла 5 место среди самых продаваемых игр месяца на сервисе PlayStation Network. В первую неделю релиза версия для iPhone получила статус «Игра недели», а версия для Xbox Live Arcade — второе место среди самых продаваемых игр недели на этом сервисе (по другим данным — четвёртое место). Летом 2018 года, благодаря уязвимости в защите Steam Web API, стало известно, что точное количество пользователей сервиса Steam, которые играли в игру хотя бы один раз, составляет 83 454 человека.
Большинство журналистов раскритиковали игру за игровой процесс и взаимодействие Соника с Тейлзом на уровнях. Представитель IGN Лукас Томас заявил, что физика во втором эпизоде по-прежнему взята из Episode I, в которой отсутствует «магия» его предшественников на Mega Drive/Genesis. Схожее мнение было у Лукаса Салливана из GamesRadar: «К сожалению, сиквелу к сиквелу не хватает „искры“…». Эпизоду не хватает различных приспособлений, которые были в других частях серии, например, здесь нету раскачивающихся канатов, дельтапланов или огромных болтов. Благодаря большому количеству колец и дополнительных жизней, в битве с боссом умереть практически невозможно. Однако в Sonic 4: Episode II стало меньше ям, и рядом с ними стоят предупреждающие знаки. Кооперативная игра с Тейлзом является единственным нововведением в эпизоде, но управлять лисёнком очень сложно и замедляет темп игры, но в то же время напарник поможет игроку избежать смерти в пропасть или долететь до ближайшего выступа.
Критики негативно оценили музыкальное сопровождение игры. Дэн Уайтхейд из Eurogamer пишет о саундтреке следующее: «Музыка, как в Episode I — страшная подделка, и в ней должна звучать аркадная музыка. Она выглядит и звучит как в игре про Соника, но только издалека». По мнению Салливана, композиции и звуковые эффекты разочаруют фанатов серии, поскольку они звучат как короткие MIDI-файлы. Лукас Томас назвал мелодии «смешными» и «совсем короткими» по продолжительности, и добавил, что они не совсем подходят для визуальной составляющей игры.
Дизайн уровней и «Special Stages» были неоднозначно оценены критиками. Ричард Митчелл из Joystiq назвал специальные этапы «великолепными», а локации — «скучными». Представитель GameSpot Эрик Нейгер подверг критике линейность уровней, посчитав, что из-за этого не чувствуется скорость Соника. Томас похвалил разработчиков за возможность прохождения игровых зон по сети. В обзоре от Absolute Games уровни были названы умело составленным коллажем, и «после невыразительных, уродливо намалёванных пейзажей Episode I подобная красота смотрится по-морозному свежо». Большинство критиков, описывая локации, проводили параллели с их возможными прототипами из старых игр, выходивших на Mega Drive/Genesis: например, «Oil Desert» — это соединение «Oil Ocean» из Sonic the Hedgehog 2 и «Sandopolis» из Sonic & Knuckles, а сражение с Метал Соником заимствовано из Sonic CD. Уайтхейд рекомендует компании Sega взглянуть на Rayman Origins, чтобы окончательно убедиться, что Соник уже не впечатляет со своими однообразными уровнями, плохой физикой и неинтересным геймплеем. Положительные отзывы получило дополнение Episode Metal. Критик из IGN отметил, что хотя от эпизода с Метал Соником игрок вряд получит какое-нибудь удовольствие, но именно из-за него Episode II и стоит 30 долларов. Крис Шиллинг из VideoGamer хоть и назвал робота на уровнях неуклюжим, тем не менее Episode Metal, по его мнению, возвращает дух Episode I.

### Влияние
После выхода Episode II, Sonic Team вместе с Sega Studios Australlia начала разработку третьего эпизода, который в конечном итоге был отменён. Представитель Sega ранее сообщал, что, если Episode II будет хорошим, то будет выпущен Episode III, затем Episode IV и так далее до тех пор, пока компания не будет готова к созданию Sonic 5, однако представитель предположил, что эта точка будет пройдена не ранее, чем после выхода Sonic 4: Episode IV. После отмены Episode III, команда разработчиков сфокусировалась на проекте для мобильных устройств Sonic Runners.
В выпуске № 3 журнала Sonic Super Special издательства Archie Comics была опубликована адаптация Sonic the Hedgehog 4: Episode II.